# Ceramică de Corund

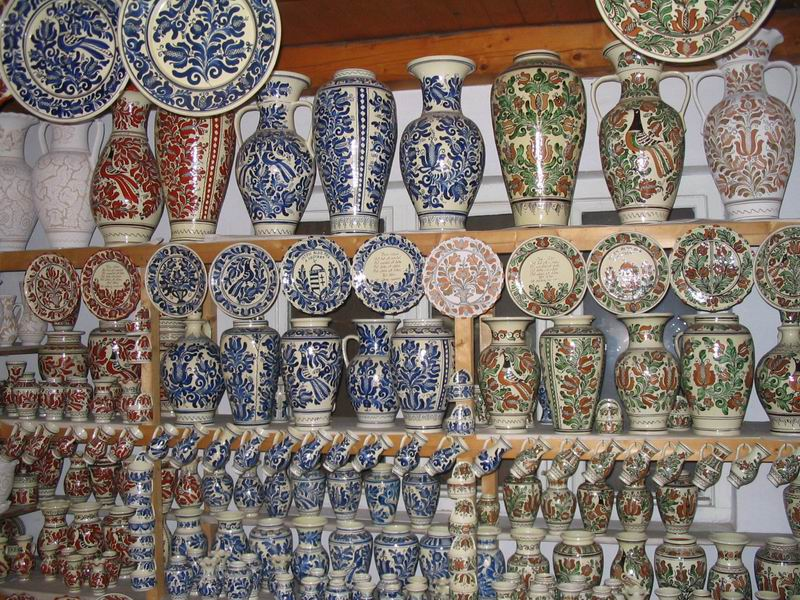
Vase din ceramică de Corund

Ceramica de Corund este un tip de ceramică tipic comunei Corund din județul Harghita. 

## Tehnică
După ce lutul s-a frământat bine cu puțină apă și s-a curățat de impurități se taie fâșii și se modelează pe roata de olărit până ce capătă forma dorită, apoi se lasă câteva zile la zvântat înainte de a se băga la cuptor. Prealabil arderii în cuptor vasele vor fi decorate cu ajutorul unei penițe fabricate din pană de gâscă sau corn de vită sau pot fi metalice.

## Ornamente
Vasele aparținând ceramicii de Corund prezintă desene florale și zoomorfe stilizate caracteristice secuiești. Ceramica de Corund este prezentă în diferite forme cromatice: albă, maro, albastră (cobalt) sau multicoloră. 

## Galerie

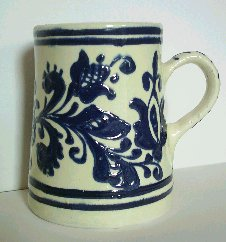
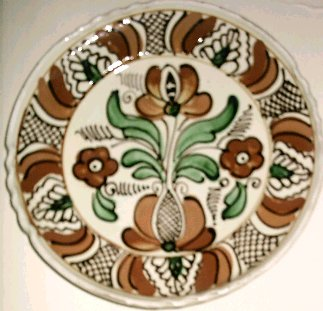
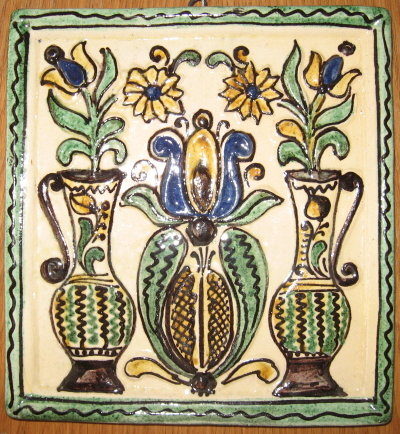